# The Story of Us
«The Story of Us» — четвертий сингл третього студійного альбому американської кантрі-співачки Тейлор Свіфт — Speak Now. В США сингл вийшов 19 квітня 2011 року. Пісня написана Тейлор Свіфт; спродюсована Нейтаном Чапманом та Свіфт. Музичне відео зрежисоване Ноублом Джонсом; відеокліп вийшов 24 травня 2011 року.

## Музичне відео
Музичне відео зрежисоване Ноублом Джонсом. Зйомки проходили в Центральній бібліотеці університету Вандербільта. Прем'єра музичного відео відбулась 24 травня 2011 року на каналі MTV та сайті MTV.com.
Станом на березень 2023 року музичне відео мало 148 мільйонів переглядів на відеохостингу YouTube.

## Список пісень
- Промо CD для Австралії[4]

1. «The Story of Us» – 3:36

- Обмежений CD-сингл для США

1. «The Story of Us» – 4:25

## Чарти
| Чарт (2010-11)                            | Місце |
| ----------------------------------------- | ----- |
| Belgium (Ultratop 50 Flanders) (Фландрія) | 15    |
| Canada (Canadian Hot 100)                 | 70    |
| Canada CHR/Top 40 (Billboard)             | 44    |
| Canada Hot AC (Billboard)                 | 34    |
| Hungary (Rádiós Top 40)                   | 33    |
| US Billboard Hot 100                      | 41    |
| US Adult Contemporary (Billboard)         | 23    |
| US Adult Top 40 (Billboard)               | 31    |
| US Mainstream Top 40 (Billboard)          | 21    |

## Продажі
| Країна     | Сертифікація (таблиця продажів та сертифікатів) | Продажі    |
| ---------- | ----------------------------------------------- | ---------- |
| США (RIAA) | Платина                                         | +1,000,000 |

## Історія релізів
| Країна | Дата           | Формат           | Лейбл               |
| ------ | -------------- | ---------------- | ------------------- |
| США    | 19 квітня 2011 | Mainstream radio | Big Machine Records |